# Jan II (książę Kleve)
Jan II (ur. 13 kwietnia 1458 r., zm. 15 stycznia 1521 r.) – książę Kleve i hrabia Mark od 1481 r.

## Życiorys
Jan był najstarszym synem księcia Kleve i hrabiego Mark Jana I oraz Elżbiety, córki Jana z Burgundii, hrabiego Étampes, Eu, Nevers i Rethel (pochodzącego z burgundzkiej linii Walezjuszów). Wychowywany był na dworze książąt burgundzkich, uczestniczył w wyprawach wojennych Karola Śmiałego. Mimo to, po objęciu władzy w księstwie Kleve i hrabstwie Mark wystąpił przeciwko burgundzkim interesom i sprzymierzywszy się z mieszczanami z Utrechtu próbował zagarnąć biskupstwo Utrechtu. Udało mu się osadzić tam jako administratora swego brata Engelberta oraz okupować część ziem biskupich, ale ostatecznie został pokonany przez arcyksięcia Maksymiliana Habsburga i na mocy pokoju z 1483 (zawartego dzięki pośrednictwu księcia Jülich i Bergu Wilhelma) oddał wszelkie zdobycze i zobowiązał się do służby na rzecz arcyksięcia. 
Próba samodzielnej polityki w Niderlandach okazała się zatem chybiona, a Jan zamiast uniezależnić się od zewnętrznych wpływów, jeszcze bardziej związał się z władcami Niderlandów. Związane z zakończoną wojną i warunkami pokoju obciążenia finansowe ludności jego księstw spowodowały powstanie silnej antyksiążęcej opozycji. Mimo to Jan zaangażował się w kolejne awantury militarne poza granicami swych księstw, wspierając Maksymiliana w wojnie przeciwko księciu Geldrii Karolowi oraz próbując ponownie zapewnić jednemu ze swoich braci biskupstwo Utrechtu. Porażki Jana w obu staraniach, a także jego wydatki związane z próbami uposażenia bardzo licznego nieślubnego potomstwa, doprowadziły w efekcie do otwartego wystąpienia stanów w Kleve i Mark przeciwko księciu, związanego m.in. z odmową płacenia podatków na jego rzecz. 
Powstańców wspomógł nawet książę Jülich i Bergu Wilhelm, który w 1496 zaręczył swoją córkę i dziedziczkę z najstarszym synem Jana, także Janem. W efekcie Jan został zmuszony do zawarcia w 1501 traktatu z opozycją, na mocy którego powołano 12-osobową radę, bez której zgody Jan nie mógł podejmować żadnych istotnych decyzji (nowych praw, nominacji urzędniczych czy nadań dóbr). Stany miały także kontrolować finansową politykę księcia. Jan później wielokrotnie próbował zrzucić krępujące go jarzmo kontroli stanów. Jednak w 1510 – aby zapewnić sobie zgodę stanów na ślub syna Jana z Marią, dziedziczką księstw Jülich i Bergu – zawarł kolejne porozumienie ze stanami, które dawało rycerstwu i mieszczanom dobrowolność płacenia podatków ze swych dóbr. 
Dzięki temu małżeństwu już w 1511 syn Jan objął władzę Jülich i Bergu, a po śmierci Jana II zjednoczył Kleve, Mark, Jülich i Berg (a ponadto Ravensberg) tworząc znaczne państwo obejmujące większość terenów Westfalii i północnej Nadrenii.
Został pochowany w kościele Wniebowzięcia Najświętszej Marii Panny w Kleve.

## Rodzina
3 listopada 1489 Jan poślubił Matyldę (1473–1505), córkę landgrafa Górnej Hesji Henryka III Bogatego. Z małżeństwa tego pochodziło troje dzieci:
- Jan III (1490–1539), następca ojca jako książę Kleve i hrabia Mark, także książę Jülich i książę Bergu,
- Anna (1495–1567), druga żona Filipa III, hrabiego Waldeck-Eisenberg,
- Adolf (1498–1525).

Jan miał też posiadać też kilkadziesiąt nieślubnych dzieci.